# 鳥取県警察部
鳥取県警察部（とっとりけんけいさつぶ）は、戦前の内務省監督下の鳥取県が設置した府県警察部であり、鳥取県内を管轄区域とする。
1948年（昭和23年）3月6日に廃止となり、鳥取県警察部は国家地方警察鳥取県本部と鳥取市警察などの自治体警察に再編されることになった。

## 沿革
- 1881年（明治14年）11月　島根県より鳥取県が分離。鳥取県警察本署を設置。
- 1886年（明治19年）7月　鳥取県警察本部に改称。
- 1890年（明治23年）10月　鳥取県警察部に改称。
- 1905年（明治38年）4月　鳥取県第四部に改称。
- 1907年（明治40年）7月　鳥取県警察部に改称。
- 1928年（昭和3年）7月　特高課（特別高等警察）を設置。
- 1945年（昭和20年）10月　特別高等警察が廃止。

## 組織
1927年（昭和2年）時点
- 警務課
- 高等警察課
- 刑事課
- 保安課
- 衛生課

## 警察署
1927年（昭和2年）時点
- 鳥取警察署
- 岩井警察署
- 河原警察署
- 若桜警察署
- 智頭警察署
- 宝木警察署
- 倉吉警察署
- 八橋警察署
- 米子警察署
- 境警察署
- 黒坂警察署
- 溝口警察署

## 歴代部長
| 代 | 官職名                 | 氏名       | 就任日         | 退任日         | 前職                   | 後職                            | 備考                           |
| -- | ---------------------- | ---------- | -------------- | -------------- | ---------------------- | ------------------------------- | ------------------------------ |
| -  | 警察本署長             | 松井通昭   | 1881年10月10日 | 1882年4月      |                        | -                               |                                |
| -  | 警部長心得 警察本署長  | 松井通昭   | 1882年4月      | 1883年12月10日 | -                      | 和歌山県警部長                  |                                |
| -  | 警部長心得 警察本署長  | 深野一三   | 1883年12月12日 | 1884年5月28日  | 鳥取県警部             | -                               |                                |
| 1  | 警部長 警察本署長      | 深野一三   | 1884年5月28日  | 1883年7月20日  | -                      | -                               |                                |
| 1  | 警部長 警察本部長      | 深野一三   | 1886年7月20日  | 1886年10月14日 | -                      | 鳥取県書記官・第二部長          |                                |
| 2  | 警部長 警察本部長      | 須永綽     | 1886年10月14日 | 1888年6月20日  |                        | 非職                            |                                |
| 3  | 警部長 警察本部長      | 久保村活三 | 1888年6月20日  | 1889年11月11日 | 非職福岡県警部長       | 鹿児島県警部長                  |                                |
| 4  | 警部長 警察本部長      | 入佐清静   | 1889年11月11日 | 1890年10月11日 | 茨城県警部長           | -                               |                                |
| 4  | 警部長 警察部長        | 入佐清静   | 1890年10月11日 | 1893年3月21日  | -                      | 長崎県警部長                    |                                |
| 5  | 警部長 警察部長        | 本山正久   | 1893年3月21日  | 1894年5月18日  | 福岡県参事官           | 大分県警部長                    |                                |
| 6  | 警部長 警察部長        | 小林南八   | 1894年5月18日  | 1896年3月12日  | 佐賀県警部長           | 和歌山県警部長                  |                                |
| 7  | 警部長 警察部長        | 井上穆     | 1896年3月12日  | 1897年3月12日  | 大分県警部長           | 奈良県警部長                    |                                |
| 8  | 警部長 警察部長        | 福原鐐二郎 | 1897年3月12日  | 1897年3月19日  | 奈良県警部長           | 文部省参事官                    |                                |
| 9  | 警部長 警察部長        | 瀧聞武二   | 1897年3月27日  | 1899年4月8日   | 鳥取県参事官           | 福岡県警部長                    |                                |
| 10 | 警部長 警察部長        | 楯石騤二郎 | 1899年4月8日   | 1900年2月7日   | 福岡県警部長           | 鳥取県書記官                    |                                |
| 11 | 警部長 警察部長        | 原作蔵     | 1900年2月7日   | 1901年5月31日  | 大阪府泉南郡長         | 休職                            |                                |
| 12 | 警部長 警察部長        | 土方和親   | 1901年5月31日  | 1902年7月7日   |                        | 休職                            |                                |
| 13 | 警部長 警察部長        | 安河内麻吉 | 1902年7月7日   | 1903年6月12日  | 大阪府参事官           | 静岡県警部長                    |                                |
| 14 | 警部長 警察部長        | 湯浅倉平   | 1903年6月12日  | 1904年5月26日  | 兵庫県参事官           | 愛媛県警部長                    |                                |
| 15 | 警部長 警察部長        | 桑原忠次郎 | 1904年5月26日  | 1904年10月13日 | 大阪府警視             | 鳥取県参事官                    |                                |
| 16 | 警部長 警察部長        | 和田世民   | 1904年10月13日 | 1905年4月19日  | 鳥取県参事官           | -                               |                                |
| 16 | 事務官 第四部長 警務長 | 和田世民   | 1905年4月19日  | 1906年7月28日  | -                      | 鳥取県事務官 第一部長兼第三部長 |                                |
| 17 | 事務官 第四部長 警務長 | 川越壮介   | 1906年7月28日  | 1907年7月13日  | 岩手県事務官           | -                               |                                |
| 17 | 事務官 警察部長 警務長 | 川越壮介   | 1907年7月13日  | 1908年3月30日  | -                      | 香川県事務官・警察部長          |                                |
| 18 | 事務官 警察部長 警務長 | 信太時尚   | 1908年3月30日  | 1910年12月17日 | 福井県事務官           | 山梨県事務官・警察部長          |                                |
| 19 | 事務官 警察部長 警務長 | 本間則忠   | 1910年12月17日 | 1913年6月13日  | 山梨県事務官・警察部長 |                                 |                                |
| 20 | 警察部長               | 亀井光政   | 1913年6月13日  | 1914年4月28日  | 青森県事務官・警察部長 | 茨城県警察部長                  |                                |
| 21 | 警察部長               | 山宮鼎     | 1914年4月28日  | 1916年5月4日   | 長崎県理事官           | 北海道庁警察部長                |                                |
| 22 | 警察部長               | 藤岡兵一   | 1916年5月4日   | 1919年4月19日  | 静岡県理事官           | 群馬県警察部長                  |                                |
| 23 | 警察部長               | 真船民伊   | 1919年4月19日  | 1920年9月14日  | 宮城県理事官           | 愛知県産業部長                  |                                |
| 24 | 警察部長               | 板東義雄   | 1920年9月14日  | 1923年10月12日 |                        | 栃木県内務部長                  |                                |
| 25 | 警察部長               | 有吉実     | 1923年10月12日 | 1924年6月27日  | 山形県理事官           | 三重県警察部長                  |                                |
| 26 | 警察部長               | 常賀松之助 | 1924年6月27日  | 1924年12月20日 | 富山県理事官           | -                               |                                |
| 26 | 書記官 警察部長        | 常賀松之助 | 1924年12月20日 | 1926年9月28日  | -                      | 愛媛県書記官・学務部長          |                                |
| 27 | 書記官 警察部長        | 安原舜一   | 1926年9月28日  | 1927年5月17日  | 休職地方事務官         | 香川県書記官・警察部長          |                                |
| 28 | 書記官 警察部長        | 松島源蔵   | 1927年5月17日  | 1928年7月3日   | 青森県書記官           | 鹿児島県書記官・警察部長        |                                |
| 29 | 書記官 警察部長        | 中井光次   | 1928年7月3日   | 1929年7月8日   | 岡山県書記官           | 千葉県書記官・警察部長          |                                |
| 30 | 書記官 警察部長        | 田中修     | 1929年7月8日   | 1930年8月28日  | 佐賀県書記官・警察部長 | 群馬県書記官・警察部長          |                                |
| 31 | 書記官 警察部長        | 安井章一   | 1930年8月28日  | 1931年12月24日 | 奈良県書記官           | 山口県書記官・警察部長          |                                |
| 32 | 書記官 警察部長        | 橋本清吉   | 1931年12月24日 | 1932年6月29日  | 地方事務官             | 警視庁書記官・刑事部長          |                                |
| 33 | 書記官 警察部長        | 島川直英   | 1932年6月30日  | 1935年1月19日  | 宮崎県書記官・警察部長 | 山梨県書記官・総務部長          |                                |
| 34 | 書記官 警察部長        | 桂定治郎   | 1935年1月19日  | 1937年6月5日   | 地方警視               | 岡山県書記官・警察部長          |                                |
| 35 | 書記官 警察部長        | 龍野喜一郎 | 1937年6月5日   | 1939年4月21日  | 地方事務官             | 宮城県書記官・警察部長          |                                |
| 36 | 書記官 警察部長        | 猪俣二郎   | 1939年4月21日  | 1941年1月8日   | 地方事務官             | 千葉県書記官・警察部長          |                                |
| 37 | 書記官 警察部長        | 宇佐美毅   | 1941年1月8日   | 1942年1月29日  | 内務事務官             | 内務書記官                      |                                |
| 38 | 書記官 警察部長        | 岩沢博     | 1942年1月29日  | 1942年11月1日  | 岐阜県書記官           | 群馬県部長・警察部長            |                                |
| 39 | 部長 警察部長          | 岡村周美   | 1942年11月1日  | 1943年11月1日  | 厚生書記官             | 運輸通信書記官                  |                                |
| 40 | 部長 警察部長          | 鈴木匡     | 1943年11月1日  | 1945年4月21日  | 内務理事官             | 休職                            |                                |
| 41 | 部長 警察部長          | 小倉政博   | 1945年4月21日  | 1945年10月13日 | 内務事務官             | 休職                            |                                |
| 42 | 部長 警察部長          | 古城林     | 1945年10月13日 | 1945年10月27日 | -                      | -                               | 兼任 本務:鳥取県部長・内政部長 |
| 43 | 部長 警察部長          | 樺山俊夫   | 1945年10月27日 | 1946年4月1日   |                        | -                               |                                |
| 43 | 地方事務官 警察部長    | 樺山俊夫   | 1946年4月1日   | 1946年11月30日 | -                      |                                 |                                |
| 44 | 地方事務官 警察部長    | 井手勇     | 1946年11月30日 | 1947年5月2日   |                        | 栃木県警察部長                  |                                |
| 45 | 地方事務官 警察部長    | 渡辺一太郎 | 1947年5月2日   | 1948年3月6日   |                        |                                 |                                |